# Jürgen Klopp
Jürgen Norbert Klopp (n. 16 iunie 1967, Stuttgart, Germania) este un fotbalist german retras din activitate, care a jucat pe post de fundaș sau atacant la echipe ca Mainz 05, Eintracht Frankfurt și Eintracht Frankfurt II⁠(d). După încheierea carierei, a devenit antrenor, și a antrenat, printre altele, Liverpool, Mainz 05 și Dortmund.
În anul 2019 a câștigat Liga Campionilor cu clubul FC Liverpool, iar în sezonul 2019-2020 a adus primul titlu de campioană a Angliei pentru Liverpool după o pauză de 30 de ani.

## Cariera
Klopp și-a petrecut întreaga sa carieră la Mainz 05, unde între 1989 și 2001 a jucat peste 340 de meciuri. Inițial fiind atacant, din sezonul 1995-96 el a trecut în compartimentul defensiv, jucând pe postul de fundaș.

## Cariera de antrenor
A fost antrenorul echipei 1. FSV Mainz 05 timp de aproape opt ani. În timpul acestei perioade a condus clubul la prima apariție în Bundesliga. Între 2008 și 2015 a pregătit pe Borussia Dortmund cu care a câștigat două titluri de campion al Germaniei, o cupă și doua supercupe și a ajuns în finala Ligii Campionilor. Din 2015, este antrenorul echipei engleze FC Liverpool cu care a devenit campion în Premier League în 2020, primul titlu câștigat de Liverpool după o pauză de 30 de ani. Cu Jurgen Klopp pe bancă, Liverpool câștigă Liga Campionilor in sezonul 2018-2019 fiind a doua finală consecutivă, Supercupa Europei si Campionatul Mondial al Cluburilor FIFA, primul astfel de titlu. Tot cu Liverpool, Jurgen Klopp a câștigat Cupa Angliei, Cupa Ligii Angliei și FA Community Shield, toate în sezonul 2021-22. În ianuarie 2024, Klopp a anunțat că va părăsi pe Liverpool la finalul sezonului 2023-24 din cauza epuizării fizice și mentale. În februarie, Liverpool a câștigat din nou Cupa Ligii, al optulea și ultimul trofeu major obținut de Klopp la conducerea echipei engleze.

## Palmares

### Ca antrenor
1. FSV Mainz 05
- 2. Fußball-Bundesliga (1): 2003–2004

Borussia Dortmund
- Fußball-Bundesliga (2): 2010–2011, 2011–2012
- DFB-Pokal (1): 2011-2012
- DFL-Supercup (2): 2013,[8] 2014[8]

Liverpool
- Liga Campionilor (1): 2018-2019

Finalist: 2017-18, 2021-22
- Supercupa Europei (1): 2019
- Campionatul Mondial al Cluburilor (1): 2019
- Premier League (1): 2019-2020
- Cupa Ligii Angliei (2): 2021-22, 2023-24
- Cupa Angliei (1): 2021-22
- FA Community Shield (1): 2022

### Individual
- Antrenorul anului FIFA (2): 2019, 2020
- Antrenorul anului în Germania: 2011,[9] 2012[9] 2012, 2019
- Antrenorul anului în Premier League (2): 2020, 2022
- Cel mai bun antrenor de club din lume IFFHS: 2019
- Antrenorul lunii in Premier League: septembrie 2016, decembrie 2018, martie 2019, august 2019, septembrie 2019, noiembrie 2019, decembrie 2019, ianuarie 2020, mai 2021, ianuarie 2024

## Statistici antrenorat
La 5 mai 2024.
| Echipa            | Început           | Sfârșit       | Rezultate | Rezultate | Rezultate | Rezultate | Rezultate | Rezultate |
| Echipa            | Început           | Sfârșit       | MJ        | V         | E         | Î         | Win %     | Ref.      |
| ----------------- | ----------------- | ------------- | --------- | --------- | --------- | --------- | --------- | --------- |
| Mainz 05          | 27 februarie 2001 | 30 iunie 2008 | 270       | 109       | 78        | 83        | 40,37     | [ 10 ]    |
| Borussia Dortmund | 1 iulie 2008      | 30 mai 2015   | 319       | 180       | 69        | 70        | 56,4      | [ 11 ]    |
| Liverpool         | 8 octombrie 2015  | Prezent       | 489       | 298       | 108       | 83        | 60,9      | [ 12 ]    |
| Total             | Total             | Total         | 1.078     | 587       | 255       | 236       | 54,5      |           |